# Brad (banda)
Os Brad são uma banda norte-americana de rock alternativo, formada em 1992, em Seattle, por Regan Hagar (bateria), Stone Gossard (guitarrista dos Pearl Jam), Shawn Smith (vocais) e Jeremy Toback (baixo).

## História
Os Brad formaram-se em Seattle, e tocam um estilo caracterizado por rock alternativo. A Banda deu os primeiros passos nos anos 90, mas a história da banda começa um pouco mais cedo, quando Gossard, em 1987 tocava nos Green River, e Hagar tocava nos Malfunkshun. Após ambas as Bandas se extinguirem, juntaram-se e ajudaram a formar os Lords of the Wasteland. Regan Hagar, entrou como baterista temporário e algum tempo depois saiu e ajudou a formar os Satchel, onde tocou até 1993. Nesta mesma altura, Gossard elabora um Projecto paralelo aos Pearl Jam e junta-se a Regan novamente, e inclui alguns membros da ex-banda Satchel, como Shawn Smith e Jeremy Toback. Em 2003, são convidados a abrir a Tournée Australiana dos Pearl Jam.

## Discografia
- Shame, (1993)
- Interiors, (1997)
- Welcome to Discovery Park, (2002)
- Brad vs Shame, (2005)

### Singles
| 1993 | "Screen"/"Buttercup"                                    | —  | Shame                     |                                         |                                         |                                         |                                         |
| 1993 | "20th Century"                                          | 64 | Shame                     |                                         |                                         |                                         |                                         |
| 1997 | "The Day Brings"                                        | —  | Interiors                 |                                         |                                         |                                         |                                         |
| 1997 | "Secret Girl"                                           | —  | Interiors                 |                                         |                                         |                                         |                                         |
| 2003 | "La, La, La"                                            | —  | Welcome to Discovery Park |                                         |                                         |                                         |                                         |
| 2003 | "Shinin'"                                               | —  | Welcome to Discovery Park |                                         |                                         |                                         |                                         |
| 2003 | "Revolution"                                            | —  | Welcome to Discovery Park |                                         |                                         |                                         |                                         |
| 2012 | "Waters Deep"/"Don't Cry"                               | —  | United We Stand           |                                         |                                         |                                         |                                         |
| 2017 | "Hey Now What's The Problem"/"Pieces of Sky In My Hand" | —  | Single                    | "—" denotes singles that did not chart. | "—" denotes singles that did not chart. | "—" denotes singles that did not chart. | "—" denotes singles that did not chart. |